# 泾源县
泾源县是中国宁夏回族自治区固原市下辖的一個县，位于宁夏最南端，六盘山南，面積961平方公里，人口約為9萬人。
泾源县為涇河發源地，該區為農業縣，以小麥為主，近年也發展蔬菜。县政府驻香水镇，郵政編碼為756400。

## 沿革
原屬甘肅省，清置化平川直隶厅，1913年改化平县，1950年改泾源县。
北宋乾德二年（964年）分割华亭县地设置安化县，为置县之始。南宋建炎四年（1130年）入金，属平凉府。金朝大定七年（1167年）安化县更名为化平县。元朝初年化平县并入华亭县。元、明、清初皆属华亭县，清同治十年（1871年），划华亭、隆德、平凉三县及固原州部分地设化平川直隶厅。1913年4月改为化平县，1950年9月18日改称泾源县，因泾河发源于此而得名，属甘肃省平凉专署所辖。1953年5月改称泾源县回族自治区。1955年5月又改为泾源回族自治县。1958年6月划归宁夏回族自治区固原行政公署管辖，称泾源县。

## 行政区划
泾源县下辖3个镇、4个乡：
香水镇、泾河源镇、六盘山镇、新民乡、兴盛乡、黄花乡和大湾乡。

## 交通
- 青兰高速、 福银高速、 312国道、 344国道过境。

## 人口
根據第七次人口普查數據，截至2020年11月1日零時，涇源縣常住人口為85023人。
泾源县是中华人民共和国回族人口比例最高的县（2001年），回族占全县人口的75%。

## 教育
- 泾源一中
- 泾源三中